# André Villeboeuf
André Villeboeuf fue un ilustrador, pintor, acuarelista, grabador, escritor y escenógrafo francés, nacido en París el 22 de abril de 1893, murió en Paradas (España) el 23 de mayo de 1956.
Miembro de la Sociedad de Pintores-Grabadores Franceses, perteneció a la Escuela de París, aunque su nombre también se asocia con la Escuela de Crozant.

## Biografía
André Villeboeuf nació en Paris en el distrito I, en el domicilio de sus padres, Paul Villeboeuf (nacido en 1856), abogado del Tribunal de Apelación de París y Aurore Louise Aglaé Pauton (nacida en 1870), en el número 214, rue de Rivoli. Se casó con Suzanne Gaupillat el 5 de agosto de 1924 en París, en el distrito XVI y con Helene Sophie Cartage ("Lily") el 12 de diciembre de 1934 en París, en el distrito IX.
Proveniente de una rica familia parisina, André Villeboeuf fue introducido en el arte por su padre, un bibliófilo destacado. Había en la biblioteca familiar, como recordará más tarde, una edición de Los caprichos de Goya, que André Villeboeuf hojeó de manera inagotable, y que fue fuente de una pasión que le acompañará siempre por la pintura española (de ahí sus futuros estudios sobre Vélazquez, Murillo, Valdés Leal y Goya) y más en general para España.
André Villeboeuf, cuyo retrato de su hermana menor Louise-Aurore (nacida en 1898, futura pintora y ceramista), todavía muy pequeña, fue pintado por Mary Cassatt, recuerda que acompañó a su padre cuando este último visitaba a Edgar Degas.
Más tarde estudió con Jean-Paul Laurens en la École des beaux-arts de Paris  y se trasladó a Montmartre. Sin embargo, estaba mucho menos apegado a la enseñanza del maestro académico que a la gran amistad que se forjó entonces con Léon Detroy. Este último también pasó por las enseñanzas de Laurens antes de rechazarlo por completo para preferir las lecciones directas de la naturaleza. Léon Detroy (1857-1955), sin hijos, hizo de André Villeboeuf su único legatario. Pero, prematuramente muerto en 1956, André Villeboeuf no tendrá tiempo de ocuparse de la sucesión de su maestro y de su obra (3000 pinturas y otros formatos) que se dispersará.
André Villeboeuf es mencionado por Émile Brami como parte de un círculo de amigos de Montmartre, 

tous habitant à quelques centaines de mètres les uns des autres

a los que les gustaba encontrarse en casa de Gen Paul en la Avenue Junot, para conversar. Además de André Villeboeuf y Gen Paul, estaban Louis-Ferdinand Céline, René Fauchois, el pintor y grabador Jean-Gabriel Daragnès, Marcel Aymé, el actor Robert Le Vigan y el bailarín Serge Perrault. Por tanto, André Villeboeuf pintó principalmente París (El Sagrado Corazón visto desde el balcón del artista ), Bretaña (Perdón de Pleyben ), el departamento de Creuse, donde encontró a Léon Detroy, que poseía una cabaña-taller desde donde ambos partían para pintar los pueblos, de Fresselines a Gargilesse-Dampierre. También pintó en Saint-Tropez (en 1925, André Villeboeuf y sus dos amigos acuarelistas, dibujantes y grabadores André Dunoyer de Segonzac y Luc -Albert Moreau compraron juntos la casa de Charles Camoin y la rebautizaron "Le Maquis"). También pintó mucho en España, en particular en Andalucía (Procesión de los penitentes en Sevilla, numerosas acuarelas sobre el tema taurino, la litografía Danza gitana ). Su obra también atestigua viajes a Bélgica (La fête des Gilles en el Carnaval de Binche ), Holanda (El mercado del queso en Alkmaar ), Italia (El Gran Canal de Venecia ), Grecia, Turquía (Pueblo en el Mar Negro ), Rumanía., Portugal y Guinea (Chozas en el pueblo de Samballo ).
Junto a André Derain, que trabajaba el grabado con Édouard Vuillard, Villeboeuf, residente de Montmartre, se encontraba en el corazón del mundo de los artistas de su tiempo.
En 1939, en el semanario Gringoire, André Villeboeuf escribió una nota muy crítica sobre la obra de Picasso, Deux femmes courant sur la plage - La course  y, en este mismo periódico, escribió columnas en apoyo del régimen portugués de António de Oliveira Salazar. Como periodista, también escribe en el periódico satírico Le Crapouillot y en la popular revista <i>Les Annales politiques et littéraires</i>.
Leemos en Christophe Rameix : 

André Villeboeuf mena sa carrière à cent à l'heure, voulant tout voir, tout connaître, tout comprendre[…] Un touche-à-tout du monde des arts

. 
Hasta su muerte en 1956, André Dunoyer de Segonzac se mantuvo leal a él en su amistad, prediciendo : 

Son talent si vivant et spontané supportera l'épreuve du temps et le classera parmi les peintres de vraie qualité

.
James Ensor, por su parte, escribió un elogio a la profesión de grabador de André Villeboeuf. Raoul Dufy finalmente testifica : 

Dans les aquarelles d'André Villeboeuf, je retrouve la même veine, le même bonheur qui le caractérisent, autant comme peintre que comme écrivain, lorsqu'avec sa plume il parle des hommes et des choses. Les mêmes dons aussi qui situent l'homme: sens critique, finesse d'observation et amour communicatif de la vie

.

## Exposiciones
- Salon des Independents, París, 1921, 1924.[15]
- Galerie Devambez, París, 1922 .
- André Villeboeuf, Galerie de l'Elysée, París, 1937.[16]
- Galerie Druet, París, junio de 1938.[17]
- Las acuarelas de André Villeboeuf, Galerie Charpentier, París, 1950,[18] diciembre de 1951.
- Escuela de París, Galerie Charpentier, París, 1956.
- Exposición de arte taurino presentada por la Pena de Bernui, Sociedad de Artistas del Sur, Palacio de las Artes de Toulouse, mayo-junio de 1956.[19]
- Salon des Tuileries, París.
- Galerie Marcel Guiot, París.
- Galerie Georges Wildenstein, París.
- Galerie de l'Élysée (Alex Glass), París, (1955 o 1956).
- Claude Robert, subastador, venta del taller de André Villeboeuf, Hôtel Drouot, París,17 de mayo de 1982.[20]

## Recepción de la crítica
La peinture claire et vive de Villeboeuf sait conter avec fraîcheur tous les paysages, qu'ils soient d'Espagne, de Roumanie ou de Venise. Ce sont, prises avec un plaisir évident, notations agréables de coutumes, de mœurs, de contrées, d'horizons, de pittoresque.

 - Michel Florisoone

Aucune recherche d'imitation chez lui, aucun maître attitré. Des ententes d'art et d'affection, avec Dunoyer de Segonzac et Derain notamment. Les aquarelles d'Espagne, sa seconde patrie, la tauromachie andalouse, la feria du bétail sévillane, restituent un climat qui est moins celui de l'Espagne en soi que celui de Villeboeuf regardant l'Espagne. Cette luminosité restait si forte, si dominante en lui qu'il l'a transporté dans son Carnaval belge. Par un inexplicable destin, son séjour breton fut encore de plein feu, torride sans l'ombre d'un nuage ni l'espoir d'une tempête. D'où ces excellentes toiles et leur clarté qui s'apparentent à celle de Max Jacob.

 - Pierre Brisson

Pintor, litógrafo, escritor lleno de espontaneidad y de gracia, ilustrador de sus proprios libros, André Villeboeuf no fue solamente un artista de gran talento, un espiritu ingenioso, un alma entusiasta y un ejemplo de caballerosidad. Fue también, entre los franceses de su generacion, uno de los que mejor conocieron y más amaron a España, y cuenta entre los mejores intérpretes franceses de sus paisajes y de sus costumbres.

 - Temas españoles en las letras y el arte francés de hoy

Si son œuvre est très diverse dans ses moyens d'expression - la peinture, les livres, le dessin, l'aquarelle, la gravure -, elle demeure très homogène et personnelle dans la conception - spontanéité, vie intense, fantaisie teintée d'un peu d'ironie - et dans ses moyens d'expression : peinture d'une technique très personnelle, sans aucune concession ni emprunt aux formules esthétiques du moment. Dessin d'un graphisme cursif, incisif et très expressif. Avec l'âge, son amour de l'Espahne grandit - il y faisait de fréquents et longs séjours. Il dessinait à Madrid et en Andalousie. Ses aquarelles exécutées à Séville durant la semaine saintesont remarquablement évocatrices et émouvantes. Il avait un don exceptionnel qui lui permettait d'exprimer le caractère et la grandeur de la vie espagnole.

 - André Dunoyer de Segonzac

Aucun procédé dans cet art : une prise directe sur le réel, sans souci des écoles ou des modes, un grand amour de la vie, des hommes et des choses. La haute silhouette de Villeboeuf hantait la cour et la ville. Rien, en Europe, ne lui était étranger, la vigueur de sa plume n'avait d'égale que son ardeur à vivre. Fidèle à ses amis, de Pierre Brisson à Dunoyer de Segonzac, de Derain à Dufy, Villeboeuf a traversé ce siècle comme un éclair. On peut se demander où et comment il a trouvé le temps de produire tout ce qu'il a laissé : sous une apparente facilité, se cachait une farouche volonté.

 - Françoise de Perthuis

## Colecciones públicas
- París, Departamento de Grabado y Fotografía de la Biblioteca Nacional de Francia.
- París, Palacio del Descubrimiento: murales.[23]
- Museo de arte moderno de la ciudad de París.
- París, Fondo Nacional de Arte Contemporáneo.
- Museo de Arte Moderno de Troyes.

## Colecciones privadas notables
- Pierre y Denise Lévy, Bréviandes.[24]
- Princesa Marta Bibesco.
- Marguerite Caetani, princesa de Bassiano.
- Marc Desaché.
- Gerald Schurr.

## Publicaciones y correspondencia

### Ilustraciones
- Historia de Francia, texto y dibujos de André Villeboeuf, Éditions Baudinière, 1928.
- Austerlitz, texto y dibujos de André Villeboeuf, Anales políticos y literarios n.º 2309, 1 de mayo de 1928
- Toros y sureños de René Benjamin, Éditions du Capitole, 1930.
- Cartas desde mi molino seguidos de Cartas a un ausente de Alphonse Daudet, 11 illustrations ilustraciones insertadas de André Villebeuf, Librairie de France / Édition Ne varietur, 1930.
- Cuentos del lunes de Alphonse Daudet, ilustraciones de André Villeboeuf y Hervé Baille, Librairie de France / Ne varietur edition, 1930.
- Papahouette, texto y aguafuertes de André Villeboeuf, papel holandés van Gelder, realizado en colaboración con André Dunoyer de Segonzac y con marca de agua con las iniciales ADS de este último, Librairie de France, 1931.
- Messieurs les ronds-de-cuir por Georges Courteline, Librairie de France, 1931.
- Les gaîtés de l'ecadron por Georges Courteline, Librairie de France, 1931.
- Le Quatorze Juillet de Henri Béraud, 47 aguafuertes de André Villeboeuf, impresos en el taller de Jean-Gabriel Daragnès, Montmartre para las Éditions de Lyon XXX, 1933.
- Lubies, conjunto de 16 eaux-fortes aguafuertes surrealistas, camisa de media vitela marfil en una funda azul, Éditions "A expensas de las cinco y veinte", París, 1934.
- Cocina de Jean Laroche, colaboración de André Villeboeuf con André Dunoyer de Segonzac y Edouard Vuillard (cada uno de los tres artistas ha producido seis litografías originales), Éditions Arts et Métiers Graphique, París, 1935.
- Cuentos fantásticos de Léon-Paul Fargue, grabados en cobre de André Villeboeuf, papel vitela Rives, Éditions de la Galerie Charpentier, 1944.
- Les Pléiades du Comte de Gobineau (2 volúmenes), litografía original de André Villeboeuf, Imprimerie Nationale y André Sauret, 1953.

### Textos
- El asalto a la Bastilla, Éditions le Crapouillot, 1924.
- ¡Bravo Toro!, Éditions Baudinière, 1929.
- Goya, en Anales políticos y literarios 1 de abril de 1929
- Velázquez, en Anales políticos y literarios n 2352, 15 février 1930.
- Valdés Leal, en Anales políticos y literarios n 2367 1 de octubre de 1930
- Murillo, en Annales politiques et littéraires, 15 de marzo de 1931.
- Fue un buen momento, Éditions Baudinière, 1931.
- Baron Trip, Éditions Baudinière, 1931.
- Baizu en París, Éditions Baudinière, 1932.
- "Caricaturas francesas y extranjeras de antaño y de hoy "Caricaturas en el n 31 y 15 septembre 1932.
- Noviembre, XXX Ediciones, 1935.
- El gallo de plata - Viaje a Portugal, Les Éditions de France, 1939.
- En colaboración con André Dunoyer de Segonzac, Luc-Albert Moreau y Valdo Barbey, Boussingault par ses Amis, Éditions la Colombe, París, 1944.
- Obra colectiva, participación de André Villeboeuf, L'art du ballet des origines à nos jours de veinte escritores y críticos de danza, Éditions du Tambourinaire, 1952.
- Serenatas sin guitarra, Plon, 1956.
- Goya y guitarras, Elek Books, Londres, 1958.
- Raoul Dufy, en Le Figaro littéraire, 16 de mayo de 1959.
- el14 juillet14 de julio desconocido, en Le Crapouillot, no 67, julio 1965.

### Correspondencia
Las cartas en forma de folletos que André Villeboeuf envió a sus familiares son ahora piezas de colección, ya que se clasifican dentro de su obra pintada, como las que le escribió a Henri Béraud, y otras, hacia 1935, a su amigo Jean Laroche. Su arte, o su picardía, consistía en rellenar sus cartas -donde no era infrecuente la escritura fonética divertida- de juegos de palabras y metáforas que, despojándolas de todo sentido figurado para devolverlas a un sentido pictórico. Adornaba abundantemente sus escritos epistolares con dibujos a la acuarela que hubieran entretenido a los surrealistas.